# André Ferren
Pas d'image ? Cliquez ici

a Compétitions nationales et continentales officielles uniquement.

b Matchs officiels uniquement.
André Ferren, né le 9 janvier 1943, est un joueur international français de rugby à XIII évoluant au poste d'ailier ou de deuxième ligne dans les années 1960 à 1970.
Pratiquant de l'athlétisme dans sa jeunesse au stade Saint-Ruf d'Avignon, il découvre et intègre le club de rugby à XIII du S.O. Avignon au détour d'un entraînement. Avec celui-ci, il dispute une demi finale de Coupe de France en 1963 et du Championnat de France en 1968, y côtoyant Jean Rouqueirol, Jacques Garzino et Patrick Carias. Il rejoint ensuite le R.C. Marseille entre 1970 et 1974 remportant le titre de la  Coupe de France en 1971 et disputant la finale du Championnat de France 1973 perdue contre le Toulouse olympique XIII, côtoyant alors Roger Gardon, Jean-René Ledru, Robert Eramouspé et Christian Carré. Il retourne au S.O. Avignon de 1974 à 1977 pour y clore sa carrière sportive.
Ses performances remarquées en club l'amènent à être sélectionné en équipe de France entre 1964 et 1969 au poste d'ailier. Il dispute notamment la Coupe du monde en 1968 lors de laquelle la sélection française atteint la finale perdue 20-2 contre l'Australie aux côtés de Jean Capdouze et Georges Aillères sous la houlette de Jep Lacoste. Sélectionné à six reprises, il a connu des victoires de prestige face à la Grande-Bretagne, la Nouvelle-Zélande et le pays de Galles.
Après sa carrière, il prend un rôle d'entraîneur et prend en main les clubs du R.C. Marseille et du S.O. Avignon.

## Biographie
Il pratique l'athlétisme à Avignon au stade Saint-Ruf. Au détour d'un entraînement, il intègre le club de rugby à XIII d'Avignon qui s'entraîne au même endroit. Il prend part notamment à la Coupe du monde en 1968 où il est finaliste avec l'équipe de France alors entraînée par Jep Lacoste. Dans le civil, il exerçait le métier de moniteur d'éducation physique

### 1968: finaliste de la Coupe du monde
En mai-juin 1968, l’Australie et la Nouvelle-Zélande organisent la quatrième édition de la Coupe du monde de rugby à XIII, compétition créée en 1954 sous l'impulsion de l'ancien président de la fédération française Paul Barrière en invitant les trois autres nations majeures de rugby à XIII : l'Australie, la Grande-Bretagne et la Nouvelle-Zélande. Ce concept est maintenu depuis à intervalle irrégulier avec ces quatre mêmes nations. Dans cette sélection française entraînée par Jep Lacoste, André Ferren est intégré par le sélectionneur Antoine Jimenez au poste d'ailier à l'instar de Daniel Pellerin et Jean-René Ledru et où il s'y trouve l'unique Avignonais,.
André Ferren prend part au poste d'ailier au match d'ouverture de la Coupe du monde contre la Nouvelle-Zélande le 25 mai 1968 au Carlaw Park en banlieue d'Auckland devant près de 18 000 spectateurs. L'adversaire néo-zélandais perd dès la 12e minute leur joueur Brian Lee, expulsé définitivement pour une manchette sur A. Ferren, et dut évoluer en infériorité numérique toute la rencontre. Le demi français Jean Capdouze livre alors un duel de buteurs contre son homologue Ernie Wiggs avant de marquer un essai à la suite d'une relance de Jean-Claude Cros et d'une percée de Jean-Pierre Lecompte épaulé par Michel Molinier pour emmener J. Capdouze à marquer entre les poteaux. Dès lors, malgré une supériorité en mêlée fermée des Néo-Zélandais, la France conserve son avance jusqu'à la fin du match pour s'imposer 15-10.
André Ferren ne dispute pas la seconde rencontre en raison de la luxation à l'épaule droite qu'il subit au match précédent et laisse sa place à Jean-René Ledru. Cette seconde rencontre face à la Grande-Bretagne s'avère être décisive pour une place en finale à la suite de la défaite de cette dernière face au grand favori australien. Programmée en Nouvelle-Zélande, les deux équipes s'affrontent le 1er juin 1968 au Carlaw Park devant près de 15 000 spectateurs. Un temps pluvieux sévit sur la pelouse qui rend impossible la tenue d'un jeu ordonné. Devant cette difficulté, les Britanniques mènent 2-0 à la mi-temps sur une pénalité de Bev Risman. Mais la seconde mi-temps tourne à l'avantage des Français forts d'un pack d'avants dominant et du jeu au pied de Jean Capdouze, Roger Garrigue et Jean-Pierre Clar, ils parviennent à s'imposer sur un essai de Jean-René Ledru pour porter le score final à 7-2. La France se qualifie pour la finale pour la seconde fois de son histoire après l'édition de 1954.
Effectif de l'équipe de France :
Pour la troisième rencontre de poule, la France va sur les terres australiennes après deux rencontres en Nouvelle-Zélande, celle-ci oppose les deux équipes qualifiées pour la finale le 8 juin 1968, la France et l'Australie. Afin de mieux préparer la finale qui se déroule deux jours après cette rencontre joué au Lang Park de Brisbane, les deux équipes font tourner leurs effectifs, mais A. Ferren refait son entrée et dispute la rencontre. Ce match s'achève sur un score sévère pour la France qui est nettement battue 37-4 et amène l'Australie à se poser comme le grand favori de la finale,.
A. Ferren n'est pas dans le treize titulaire pour cette finale que dispute J.-R. Ledru qui se déroule le 10 juin 1968 au Sydney Cricket Ground devant près de 54 000 spectateurs. Dans un stade acquis à sa cause, l'Australie, dirigée par la charnière Billy Smith et Bob Fulton, réalise une haute performance en dominant l'équipe de France grâce à un jeu varié, dynamique et une domination territoriale. Les Français subissent le jeu australien malgré la vaillance de sa défense. Battus 20-2, A. Ferren et la France terminent ainsi vice-champions du monde et espère entrevoir par cet exploit la volonté d'un renouveau du rugby à XIII dans son pays.

## Palmarès
- Collectif :
  - Vainqueur de la Coupe de France : 1971 (Marseille).
  - Finaliste de la Coupe du monde : 1968 (France).
  - Finaliste du Championnat de France : 1973 (Marseille).

### Coupe du monde
| Édition        | Rang      | Résultats France | Résultats Ferren | Matchs Ferren |
| -------------- | --------- | ---------------- | ---------------- | ------------- |
| Australie 1968 | Finaliste | 2 v, 0 n, 2 d    | 1 v, 0 n, 1 d    | 2/4           |

Légende : v = victoire ; n = match nul ; d = défaite.

### Détails en sélection
| 1. | 6 décembre 1964  | Grande-Bretagne | 18-8  | Test match     | Ailier | 0 | 0 | 0 | 0 |
| 2. | 22 janvier 1967  | Grande-Bretagne | 13-16 | Test match     | Ailier | 3 | 1 | 0 | 0 |
| 3. | 25 mai 1968      | Nlle-Zélande    | 15-10 | Coupe du monde | Ailier | 0 | 0 | 0 | 0 |
| 4. | 8 juin 1968      | Australie       | 4-37  | Coupe du monde | Ailier | 0 | 0 | 0 | 0 |
| 5. | 30 novembre 1968 | Grande-Bretagne | 10-34 | Test match     | Ailier | 0 | 0 | 0 | 0 |
| 6. | 9 mars 1969      | Pays de Galles  | 17-13 | Test match     | Ailier | 0 | 0 | 0 | 0 |

### Détails en club
| Saison    | Saison       | Championnat           | Championnat | Coupe           | Coupe       | Sélection | Sélection | Sélection | Sélection | Sélection | Sélection | Sélection |
| Saison    | Saison       | Comp.                 | Class.      | Comp.           | Class.      | Comp.     | M         | Pts       | Ess.      | Buts      | Dp.       |           |
| --------- | ------------ | --------------------- | ----------- | --------------- | ----------- | --------- | --------- | --------- | --------- | --------- | --------- | --------- |
| 1962-1963 | SO Avignon   | Championnat de France | Barrage     | Coupe de France | 1/2 finale  |           |           |           |           |           |           |           |
| 1963-1964 | SO Avignon   | Championnat de France | 14e         | Coupe de France | 1/8 finale  |           |           |           |           |           |           |           |
| 1964-1965 | SO Avignon   | Championnat de France | 11e         | Coupe de France | 1/8 finale  |           | 1         | -         | -         | -         | -         |           |
| 1965-1966 | SO Avignon   | Championnat de France | 14e         | Coupe de France | 1/8 finale  |           |           |           |           |           |           |           |
| 1966-1967 | SO Avignon   | Championnat de France | 14e         | Coupe de France | 1/8 finale  |           | 1         | 3         | 1         | -         | -         |           |
| 1967-1968 | SO Avignon   | Championnat de France | 1/2 finale  | Coupe de France | 1/4 finale  | CM        | 2         | -         | -         | -         | -         |           |
| 1968-1969 | SO Avignon   | Championnat de France | 1/4 finale  | Coupe de France | 1/8 finale  |           | 2         | -         | -         | -         | -         |           |
| 1969-1970 | SO Avignon   | Championnat de France | 1/4 finale  | Coupe de France | 1/4 finale  |           |           |           |           |           |           |           |
| 1970-1971 | RC Marseille | Championnat de France | 13e         | Coupe de France | Vainqueur   |           |           |           |           |           |           |           |
| 1971-1972 | RC Marseille | Championnat de France | 11e         | Coupe de France | 1/2 finale  |           |           |           |           |           |           |           |
| 1972-1973 | RC Marseille | Championnat de France | Finaliste   | Coupe de France | 1/2 finale  |           |           |           |           |           |           |           |
| 1973-1974 | RC Marseille | Championnat de France | Barrage     | Coupe de France | 1/16 finale |           |           |           |           |           |           |           |
| 1974-1975 | SO Avignon   | Championnat de France | 17e         | Coupe de France | 1/8 finale  |           |           |           |           |           |           |           |
| 1975-1976 | SO Avignon   | Championnat de France | 1/4 finale  | Coupe de France | 1/4 finale  |           |           |           |           |           |           |           |
| 1976-1977 | SO Avignon   | Championnat de France | 1/2 finale  | Coupe de France |             |           |           |           |           |           |           |           |